# Gschaid bei Birkfeld
Gschaid bei Birkfeld ist eine Ortschaft und ehemalige Gemeinde mit 822 Einwohnern (Stand 1. Jänner 2024) in der Steiermark. Im Rahmen der steiermärkischen Gemeindestrukturreform
ist sie seit 2015 mit den Nachbargemeinden Birkfeld, Haslau bei Birkfeld, Koglhof und Waisenegg zusammengeschlossen. Die Marktgemeinde führt den Namen „Birkfeld“ weiter.

## Geografie
Gschaid bei Birkfeld liegt im Bezirk Weiz im österreichischen Bundesland Steiermark.
Die Gemeinde bestand aus der einzigen Katastralgemeinde und Ortschaft Gschaid bei Birkfeld.

## Geschichte
1318 wurde Geschayd erstmals urkundlich erwähnt. Anfangs war es ein Pass über den Zeiseleck, der Weiz mit Hartberg verband. Das Wappen von Gschaid zeigt einen Wolf  (*für die Wolfgrube) und zwei Straßen die enger werden für den Pass.

## Politik
Der Gemeinderat setzte sich nach den Wahlen von 2010 wie folgt zusammen: 6 ÖVP, 3 FPÖ. Bürgermeister war Gerhard Gruber (ÖVP).

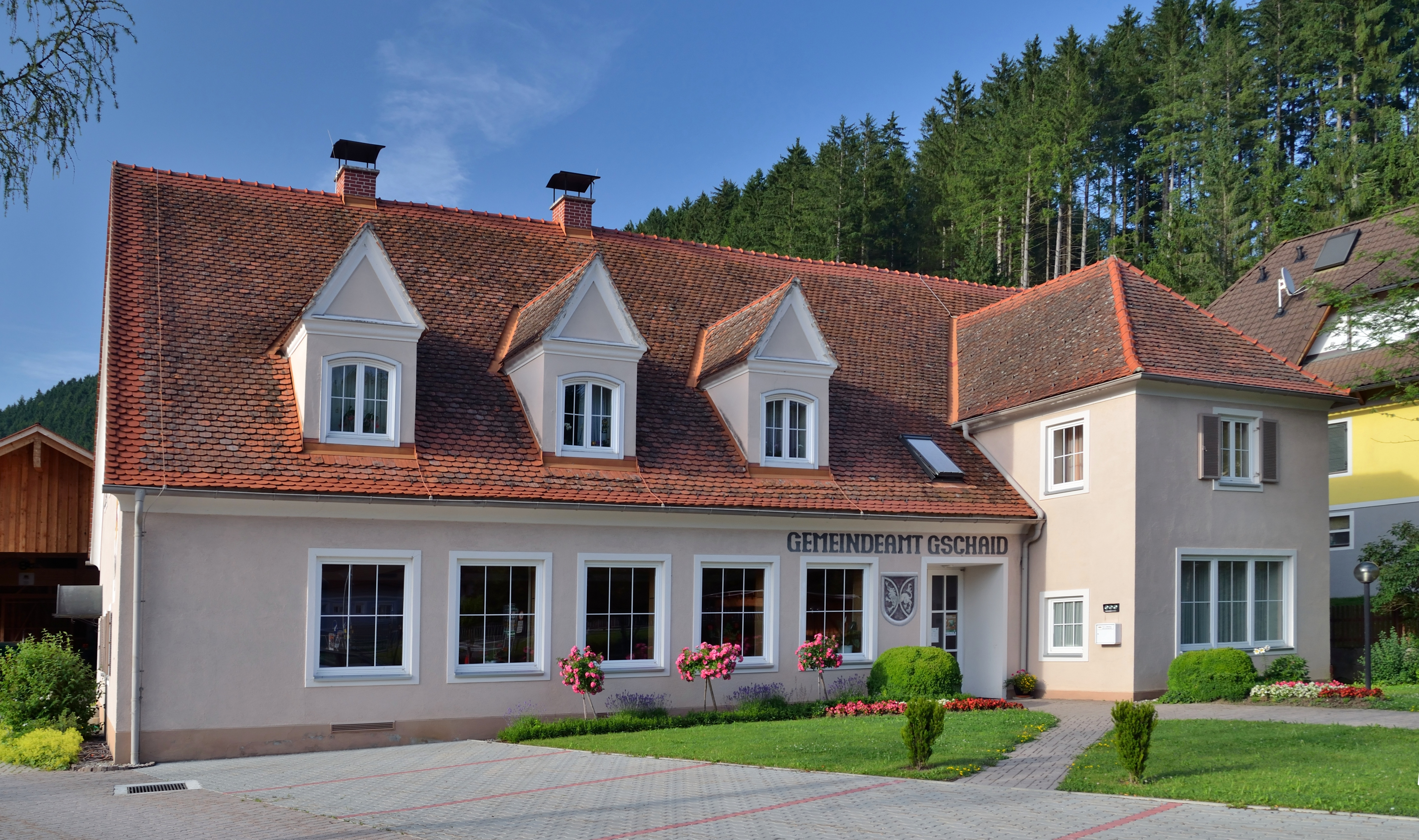
Ehemaliges Gemeindeamt Gschaid

### Wappen
Die Verleihung des Gemeindewappens erfolgte mit Wirkung vom 1. Juli 1990.

Blasonierung (Wappenbeschreibung):
„In Rot zwei aus den Schildecken kommende, geschweifte, in der Mitte sich berührende silberne Pfähle, unterlegt von einem schreitenden silbernen Wolf.“